# Духановка (Конотопский район)
Духановка (укр. Духанівка) — село,
Духановский сельский совет,
Конотопский район,
Сумская область,
Украина.
Код КОАТУУ — 5922083001. Население по переписи 2001 года составляло 880 человек.
Является административным центром Духановского сельского совета, в который, кроме того, входят сёла
Анютино и
Бережное.

## Географическое положение
Село Духановка находится у истоков реки Щемля, ниже по течению, около места впадения Щемли в Сейм расположено село Хижки. С северо-восточной стороны села находится луг, образованный путём мелиорации болот в советские времена, рядом находятся озёра Любнево, Вегень, Коничево.
С южной стороны проходит автомобильная дорога Т-1914.

## История
- Вблизи села обнаружены поселения раннего железного и бронзового веков, а также раннего средневековья, а в урочище Рудка — поселение неолита.
- Селище Кротова Дуброва впервые упоминается в 1626 году. Вновь заселено после 1674 года[3]. В 1680 году (7188 от сотворения мира) здесь построена Казанская церковь[4].
- Местные жители издавна занимались изготовлением скатертей («настольников»)[5].

## Экономика
- «Духановское», ЧП.

## Объекты социальной сферы
- Школа I—III ст.

## Известные люди
- Вернидубов Иван Васильевич — украинский политик, депутат Верховной рады Украины нескольких созывов.